# Зейд-Схарвауде
Зейд-Схарвауде (нід. Zuid-Scharwoude) — село в нідерландській провінції Північна Голландія. Входить до муніципалітету Дейк-ен-Вард.
Його площа становить 5,02 км², а населення станом на 2021 рік складало 6 385 осіб.
Перша згадка про населений пункт датується 1094 роком.
До 1941 року мало статус окремого муніципалітету.

## Галерея

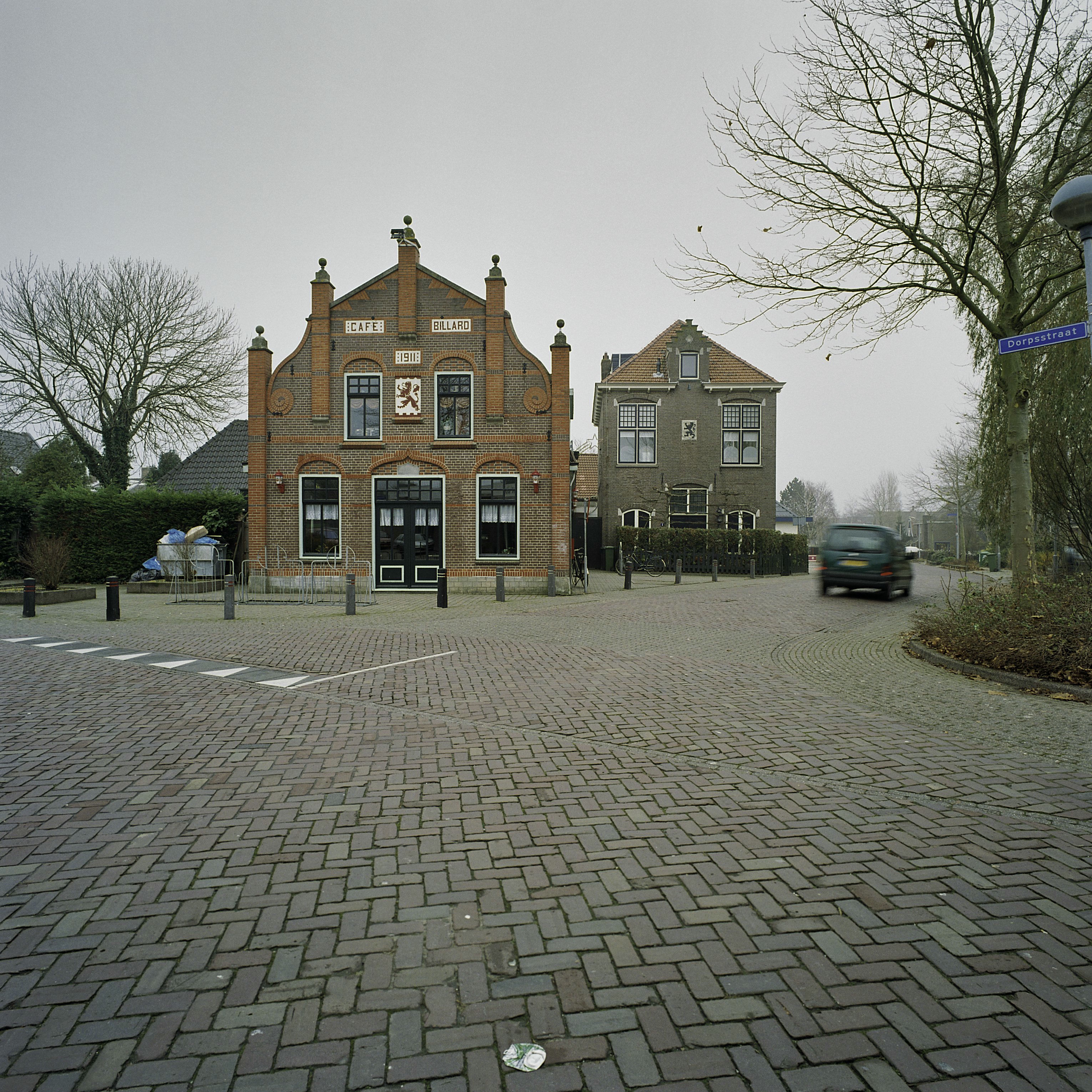
Бар у Зейд-Схарвауде
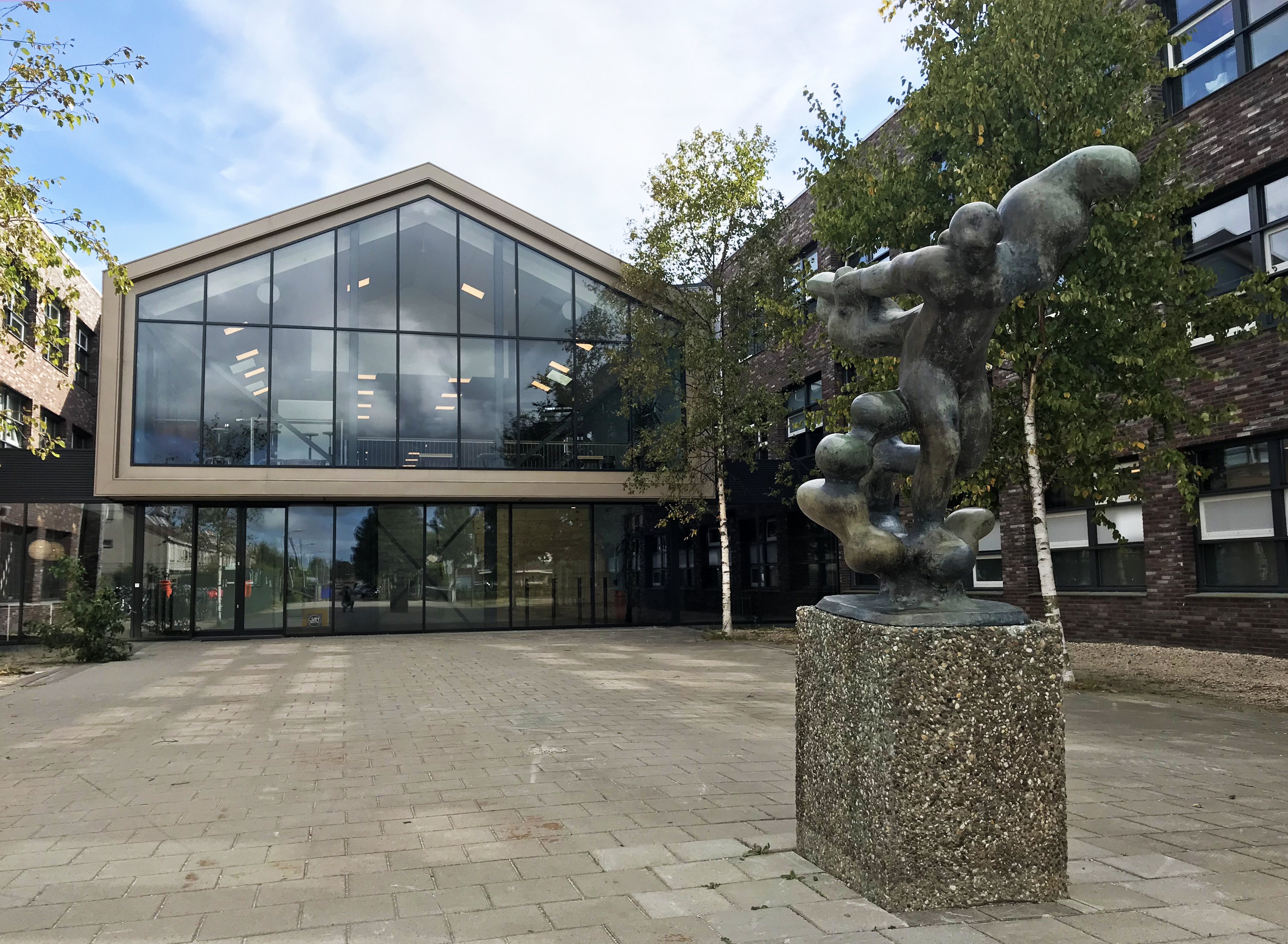
Статуя у Зейд-Схарвауде